# 李雲 (漢朝)
李云（？—160年），字行祖。甘陵（今山东省临清市东）人，东汉官员。
李云好学，通晓阴阳。初举孝廉，转任白马县令。汉桓帝延熹二年（159年）八月初十，诛杀大将军梁冀，中常侍单超等五人都因为诛梁冀有功被封为列侯，专管选官。又於八月十五日立掖庭民女为皇后，在之後幾個月時間內，后家受封的四人，赏赐巨万。近那幾年又多次地震，灾害不断。李云担忧国家将危，心不能忍，公开上书，副本上交三府，批判皇帝奢侈、滥加封赏，宦官专权，甚至說出「是帝欲不諦乎？」(即皇帝不想當皇帝了嗎?)之語。
汉桓帝得奏章后，震怒，让有司逮捕李云，下诏尚书都护手持剑戟押送他到黄门北寺狱，派中常侍管霸与御史廷尉一起审理。当时，弘农五官掾杜众感伤李云因为忠谏获罪，于是上书愿与李云同日而死。汉桓帝更加愤怒，于是一起下狱廷尉。大鸿胪陈蕃上疏救李云：“李云所言，虽不避讳禁忌，违背圣上旨意，但他的心意还是忠于国家。之前，汉高祖能忍周昌不避讳的谏言，汉成帝赦免朱云杀头之罪。今日杀李云，臣恐怕出现比干剖心的讥讽议论。于是敢触龙鳞，冒昧请求。”太常杨秉、洛阳市长沐茂、郎中上官资也都上疏请赦免李云。汉桓帝更加生气，有司劾奏他们大不敬。于是下诏痛责陈蕃、杨秉，将他们免官归田里；沐茂、上官资贬秩二等。汉桓帝在濯龙池，管霸向漢桓帝匯報李云等人的事情。管霸说：“李云是野泽愚儒，杜众是郡中小吏，他们的行为出于狂戆，不足加罪。”汉桓帝对他说：“李云说，帝欲不谛，這是什么话，常侍想要原谅他们？”回头让小黄门接受奏请。延熹三年春(160年)李云、杜众都死在狱中。后冀州刺史贾琮出巡，路过祭祀李云墓，刻石表彰他。

## 延伸阅读
[在维基数据编辑]
 《後漢書/卷57》，出自范晔《後漢書》